# 1514 Ricouxa
Ricouxa (asteroide 1514) é um asteroide da cintura principal, a 1,7930093 UA. Possui uma excentricidade de 0,1998051 e um período orbital de 1 225,08 dias (3,36 anos).
Ricouxa tem uma velocidade orbital média de 19,897539 km/s e uma inclinação de 4,53368º.
Este asteroide foi descoberto em 22 de Agosto de 1906 por Max Wolf.